# تيري يورات
تيري يورات (بالإنجليزية: Terry Yorath)‏ (27 مارس 1950 كارديف ويلز) هو لاعب كرة قدم ويلزي كان يلعب في خط الوسط.

## روابط خارجية
- تيري يورات على موقع الاتحاد الدولي (مؤرشف)  (الإنجليزية)
- تيري يورات على موقع الاتحاد الأوربي (الإنجليزية)
- تيري يورات على موقع قاعدة بيانات كرة القدم.إي يو (الإنجليزية)
- تيري يورات على موقع ناشيونال فوتبول تيمز (الإنجليزية)
- تيري يورات على موقع Soccerbase.com (لاعب) (الإنجليزية)
- تيري يورات على موقع Soccerbase.com (مدرب) (الإنجليزية)